# ビット深度 (音響機器)
ビット深度（-しんど）とは、デジタル信号の離散信号（標本）1つあたりの情報量、すなわち量子化ビット数である。
ビット深度はPCM音声でのみ意味を持つ。MP3やAACといった非可逆圧縮の非PCM音声ではビット深度の概念はない。
オーディオやグラフィックスで使われる用語であり、この項ではデジタルオーディオでのそれについて説明する。

## PCM音声のビット深度
デジタルオーディオの記録方式にはいくつかあるが、最も広くCD-DAやDVD、コンピュータなどで使われているものはパルス符号変調（PCM）方式である。PCMは通常1秒間に数万回の間隔で音圧（電気的には電圧）を数値変換（量子化）し離散的にデジタル記録（標本化）するものであるが、その量子化の精度がビット深度によって左右される。デジタル数値は二進法で記録され、その桁がビット深度であるため、記録可能な数の段階は2のビット深度乗で求められる。
ビット深度を小さくすると、原音と記録された近似値との誤差が大きくなり、原音の波形を忠実に再現することが困難になる。その誤差は量子化誤差と呼ばれ、8ビット（256段階）など誤差が大きくなりやすい場合には人間の耳にも雑音として聞こえる程度になる。
- CD-DAは規格上16ビットのビット深度を持ち、約96dBのダイナミックレンジを持つ。
- DVDの音声は規格上24ビットのビット深度をサポートし、約144dBのダイナミックレンジを持つ。

音響工学の分野では音の振幅の再現精度を表す際、再現可能な最小値と最大値の比を対数尺度であるデシベル（dB）単位のダイナミックレンジとして表す。あるビット深度でのダイナミックレンジは次の式で求められる（音声圧縮やコンパンディングを考慮しない、無圧縮リニアPCMの場合）。
{\displaystyle DR_{dB}=20log_{10}(2^{n})}、または簡易的に{\displaystyle DR_{dB}=6.02n}
人間の聴覚は120dBのダイナミックレンジと、20〜20000ヘルツ（Hz）の周波数を知覚する能力があるとされている。よって、工夫をしないのであれば人間の聴覚に劣らない程度まで忠実に音を再現するには、およそ24ビット程度のビット深度が必要といわれているが、16ビットのビット深度でも人間の聴覚に合わせて適切なディザリングを施せば、120dB程度のダイナミックレンジを得られる。
音楽用DVDの規格には24ビット/96kHz DTS トラックのものがある。ただし、実際には24ビット深度での理論上のノイズフロア（-144.50 dB）を達成した音響機器は存在しない。実用的なダイナミックレンジ（約 110 dB）であれば、24ビットでの量子化雑音以外のノイズには対応可能である。
あるビット深度での信号対雑音比（フルスケール正弦波と量子化雑音の実効値での比）は次の式で求められる（量子化雑音の波高率はのこぎり波同等とする）。
{\displaystyle SNR_{dB}=20log_{10}\left({\frac {1/{\sqrt {2}}}{1/2^{n}/{\sqrt {3}}}}\right)=20log_{10}(2^{n}{\sqrt {3/2}})}、または簡易的に{\displaystyle SNR_{dB}=6.02n+1.76}
概念上、量子化誤差は単純な端数処理においてはのこぎり波状の周期性を持つ。こうした誤差の周期性は、原音の波形と同調し、規則性により耳障りさに寄与するため、実用上には誤差成分に揺らぎを与えて広い周波数帯域に拡散したり、あるいは可聴域外に排除するディザと呼ばれる技術が使われている。ディザ処理は通常1ビット（LSB）分程度の雑音成分を加えるが、確率共鳴により1ビット未満の微小な振幅を拾い上げる効果もある。

## DSD音声のビット深度
Super Audio CDなどで使われ「1ビットオーディオ」としても知られるダイレクトストリームデジタル（DSD）方式では、常に1ビットのビット深度が使われる。PCM方式とは異なり、音の振幅は1秒間に数百万回のパルスの密度によって記録されるため、ビット深度が何らかの性質を持つことはない。

## ビット深度とビットレート
ビットは二進法での桁数である。16ビットと言った場合、16桁の1か0が並ぶ。16ビットで表せる値は216すなわち0から65,535となる。デジタル音響での1秒あたりのデータ量（ビットレート）を計算する方法は以下の通りである:
ビットレート = （ビット深度）×（サンプリング周波数）×（チャンネル数）
例えば、サンプリング周波数 44.1kHz、ビット深度 16ビット、2チャンネル（ステレオ）の場合のビットレートは次のようになる:
16×44100×2 = 1411200 ビット/秒 = 1411.2 kbps
ビットレートとは、単位時間に処理されるデータ量を意味する。ビットレートはデジタル音響であれば必ず備えている属性であり、圧縮されたオーディオファイル（MP3など）に特有の概念ではない。